# Flavio Baroncelli
Flavio Baroncelli (Savona, 15 gennaio 1944 – Genova, 20 febbraio 2007) è stato un filosofo italiano.

## Biografia
Nato e cresciuto a Savona, si laurea in filosofia all'Università di Genova nel 1969 con relatore Romeo Crippa, di cui diventa assistente.
Dal 1974 al 1977 insegna Storia dell'età dell'Illuminismo all'Università di Trieste.
Dal 1977 al 1981 è di nuovo a Genova, dove tiene la cattedra di Storia della filosofia moderna.
Nel 1981 diventa ordinario all'Università della Calabria. L'anno successivo ritorna a Genova dove prende la cattedra di Filosofia morale.
Nel 1988 un grave incidente motociclistico durante una vacanza in Turchia lo allontana per qualche periodo dall'insegnamento e dalla ricerca, attività che riprende all'inizio degli anni novanta come professore invitato all'Università di Madison, nel Wisconsin.
Nel frattempo collabora con molti quotidiani e periodici, come La Voce di Indro Montanelli, Village, Il diario della settimana, Il Secolo XIX.
Tornato a Genova, diviene molto amico del filosofo Franco Manti, segretario generale dell’Istituto Italiano di Bioetica.

Riprende la vita accademica per allontanarsene a causa della malattia che lo porterà alla morte sopraggiunta nel 2007.
Il pensiero di Baroncelli ripropose un'etica planetaria alla luce del mondo globalizzato, invitando a riconsiderare i valori e le identità storiche dei gruppi umani occidentali riorientandoli a favore di un sistema di valori e di identità individuali e culturali di tipo mobile e pluralistico.

Ha qualificato le varie culture come sistemi aperti in grado comunicare e di essere traslati o esportati ovunque nel mondo, nella convinzione che gli esseri umani appartengano tutti alla stessa specie e siano tutti abitanti dello stesso pianeta.

## Pensiero e la ricerca
Profondamente influenzato da David Hume e dallo scetticismo inglese, si è occupato in prevalenza di temi etico-politici come il razzismo, la tolleranza, il liberalismo e il politicamente corretto.

## Opere

### Libri
- Un inquietante filosofo perbene - Saggio su David Hume, La Nuova Italia, Firenze 1975
- (Con Giovanni Assereto) Sulla povertà, idee leggi e progetti nell'Europa moderna, Herodote, Genova-Ivrea 1983
- Il razzismo è una gaffe - Eccessi e virtù del "politically correct", Donzelli, Roma 1996
- Viaggio al termine degli Stati Uniti - Perché gli americani votano Bush e se ne vantano, Donzelli, Roma 2006
- Mi manda Platone, Il Nuovo Melangolo, Genova 2009

### Saggi
- "Giustizialismo" in Ragion Pratica, n°7, 1997, pp. 119-137.
- "Post-fazione" a Lysander Spooner, No treason, n°6, 1997.
- "Etica e razionalità. Un finto divorzio?" in Materiali per una storia della cultura giuridica, 1997, pp. 230-260;
- "Il riconoscimento e i suoi sofismi" in Quaderni di Bioetica, pp. 120-147.
- "Come scrivere sulla tolleranza" in Materiali per una storia della cultura giuridica, XXVIII, 1, 1998, pp. 49-68.